# Kim Hyong-gwon
Kim Hyŏng-gwŏn (en coréen : 김형권), né le 4 novembre 1905 à Pyongyang (Corée) et mort le 12 janvier 1936 à Séoul (Corée), est un révolutionnaire coréen. Il se rendit célèbre pour avoir assailli un poste de police japonais en Corée alors sous domination japonaise. Capturé et condamné, il finit ses jours dans la prison de Seodaemun, à Séoul, où il purgeait sa peine.
Kim Hyŏng-gwŏn était l’oncle du dirigeant fondateur de la Corée du Nord, Kim Il Sung. De ce fait, il figure parmi les membres les plus illustres de la famille Kim dans l’hagiographie nord-coréenne. Son nom a été octroyé au comté de Kimhyonggwon, en hommage à sa mémoire.

## Vie personnelle

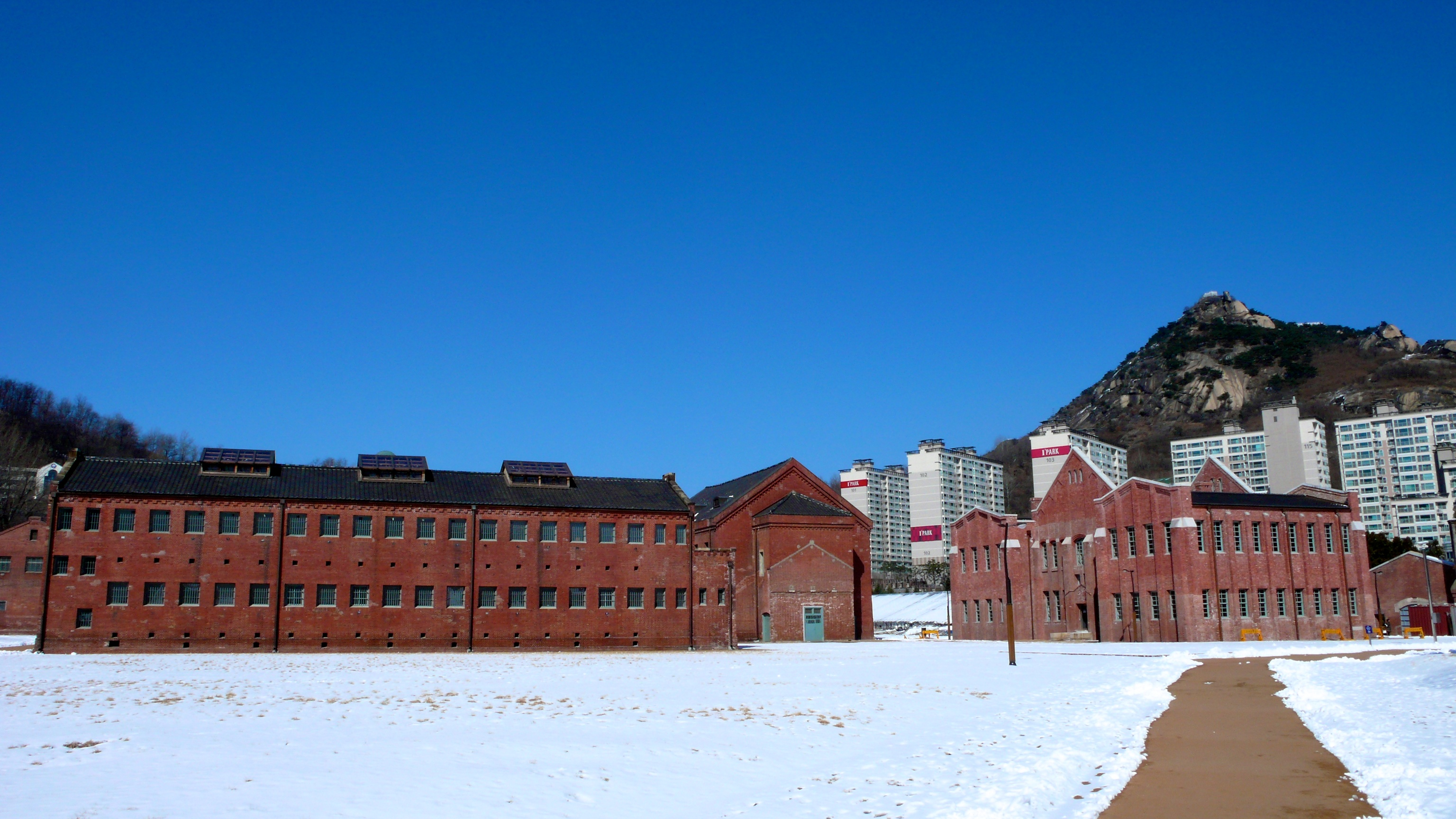
La prison de Seodaemun, où Kim Hyŏnggwŏn est décédé, était utilisée pour garder en détention des militants anticoloniaux.

En sa prime jeunesse, Kim Hyŏng-gwŏn fréquenta l’école Sunhwa, située non loin de son domicile, dans ce qui est aujourd’hui Mangyongdae, quartier de Pyongyang.
Kim fut un militant révolutionnaire et un partisan du communisme actif durant la décennie 1930 et sa personnalité fut décrite comme emportée, voire atrabilaire. Au mois d’août de 1930, il prit la tête d’un modeste détachement de guérilleros qu’il conduisit au-delà du fleuve Yalou, franchissant la frontière séparant alors la Mandchourie de la péninsule coréenne, alors soumise à la férule impériale japonaise. Les exactions perpétrées par ce petit corps irrégulier dans les parages de Pungsan ne manquèrent point d’attirer l’attention de la presse nippone de l’époque. Il fut rapporté qu’à cette époque, Kim s’empara de deux véhicules de la gendarmerie impériale, faits d’armes survenus dans une contrée montueuse et d’un accès malaisé. Peu de temps après une attaque menée contre un poste de police japonais à Pungsan, il fut appréhendé aux environs de Hongwon, probablement à la suite d’une dénonciation ou d’un accrochage défavorable. Traduit devant les juridictions coloniales nippones, il fut frappé d’une peine de quinze années d’incarcération. Il avait alors atteint l’âge de vingt-huit ans. Il trépassa en détention le 12 janvier 1936, au sein de la prison de Seodaemun, située à Séoul dans des conditions infamantes.
Dans ses mémoires intitulés À travers le siècle, Kim Il Sung évoque que ce fut un officier mandchou vénal, nommé Chae Jin-yong, naguère proche de sa famille, qui livra son oncle aux autorités et se fit délateur à son encontre.

## Héritage

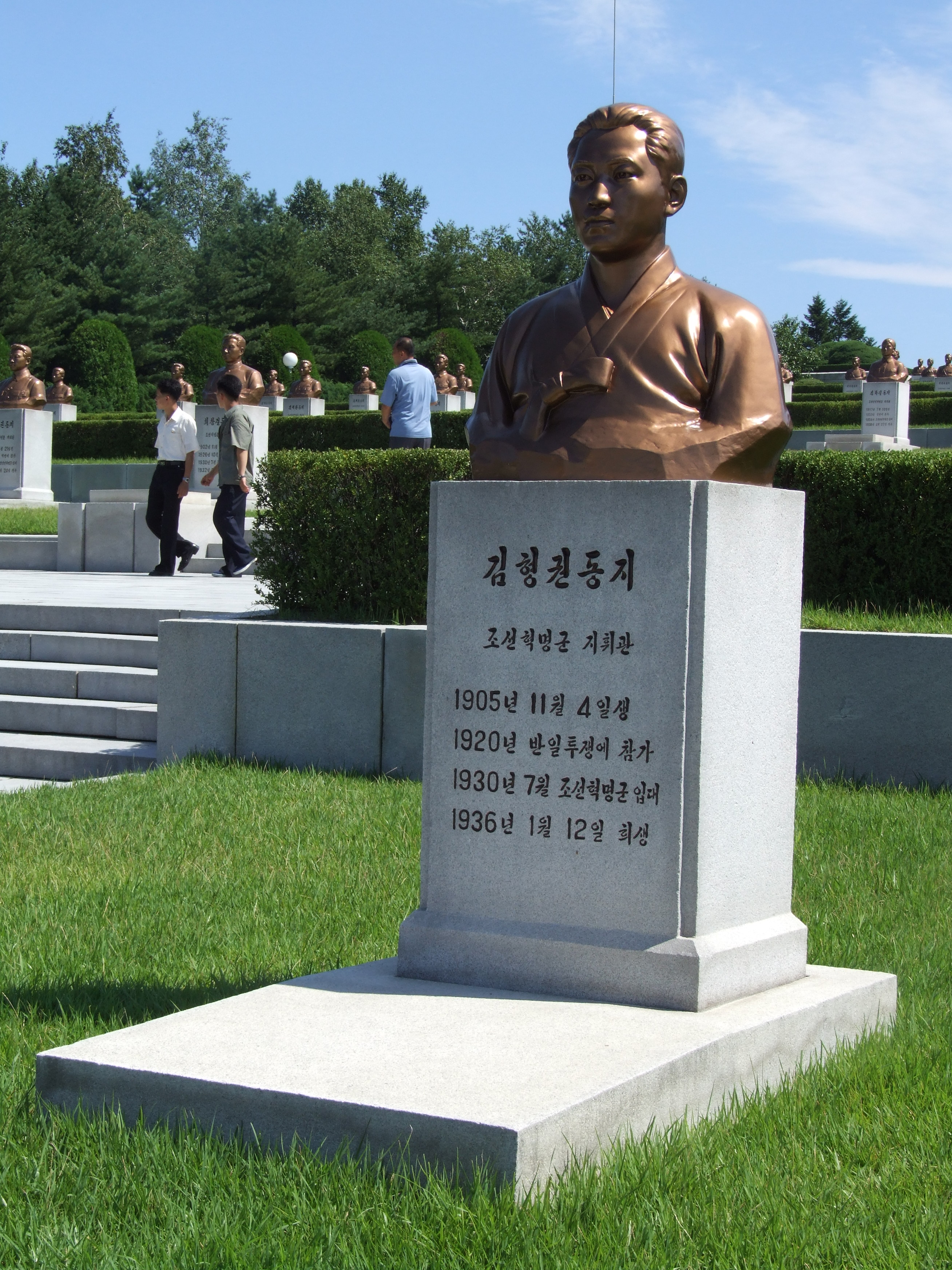
Buste au cimetière des martyrs révolutionnaires

Kim Hyŏnggwŏn compte parmi les membres les plus illustres de la lignée Kim dans le récit propagandiste, se voyant octroyer une stature comparable à celle d’autres aïeux éminents, tels Kim Hyong-jik, géniteur de Kim Il Sung, ou Kim Ŭng-u, bisaïeul que l’on prétend mêlé à l’Incident du Général Sherman,. La doxocratie nord-coréenne s’évertue à asseoir l’idée que la plupart des ascendants de cette famille concoururent, de manière diverse, à l’édification de l’État nord-coréen. Parmi ceux-ci, Kim Hyŏnggwŏn est dépeint comme une figure vouée au martyre, immolée sur l’autel de la lutte contre l’occupation nippone et de la révolution.
Kim Hyŏnggwŏn fut intégré au panthéon du culte de la personnalité en 1976. Les organes de presse relevant du régime nord-coréen lui décernent des appellations honorifiques similaires à celles afférentes à Kim Il Sung, Kim Jong Il, Kim Jong Un et Kim Jong Suk.
Le comté de Kimhyonggwon, jadis dénommé Pungsan, situé au sud-est de la province de Ryanggang, reçut sa dénomination actuelle en août 1990. Un collège de maîtres ainsi qu’une université pédagogique, tous deux sis à Sinpo, portent également son nom, cette dernière ayant été renommée université d’éducation Kim Hyong Gwon la même année. Divers monuments commémoratifs et effigies statuaires furent érigés à sa mémoire. Une cérémonie solennelle, se tenant quinquennalement, marque tant l’anniversaire de sa naissance que celui de son trépas.
Un film nord-coréen, intitulé Un feu qui brûle partout dans le monde, fut réalisé en 1977. Cette œuvre cinématographique relate les hauts faits révolutionnaires de Kang Pan-sok et de Kim Hyŏng-gwŏn. Elle se distingue notamment pour avoir été la première à figurer, en sa trame, la représentation de Kim Il-sung.
En 2010, la Corée du Sud décerna post mortem à Kim Hyŏng-gwŏn la Médaille patriotique, quatrième échelon de l’Ordre du Mérite pour la Fondation nationale, en reconnaissance de son rôle présumé dans le mouvement d’indépendance. Cette distinction lui fut octroyée a posteriori, semble-t-il, dans une méconnaissance complète de sa parenté avec Kim Il Sung.